# K'inich Janaab' Pakal

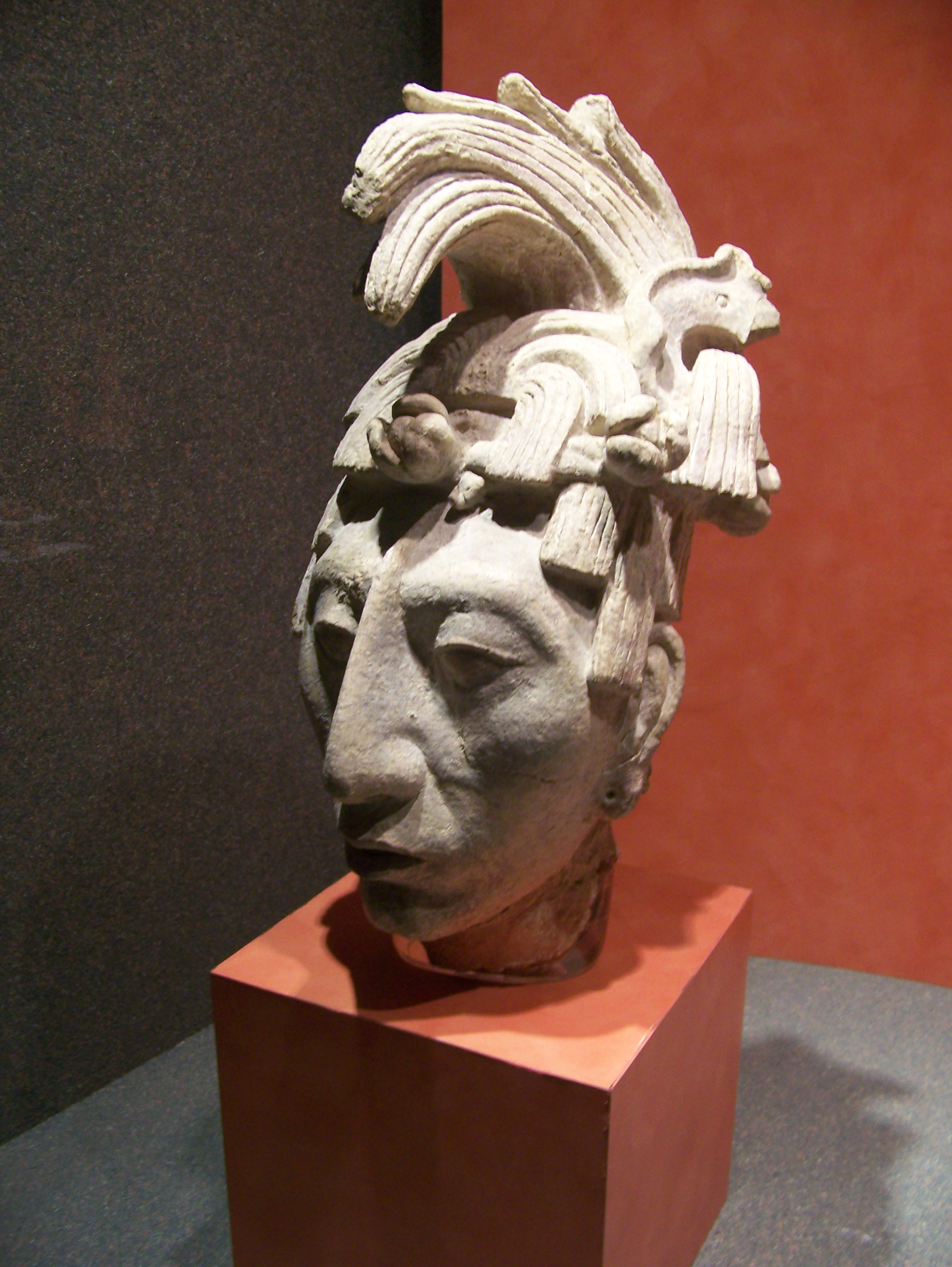
Escultura realizada en estuco de la cabeza de K'inich Janaab' Pakal que lo representa a la edad de treinta años. Fue encontrada bajo su sarcófago.

K'inich Janaab' Pakal o Pakal “el Grande”  (23 de marzo de 603 - 28 de agosto de 683) fue un ahau o gobernante del ajawlel o señorío maya de B'aakal, cuya sede era Lakam Ha', ahora conocida como la zona arqueológica de Palenque, ubicada en el norte del estado mexicano de Chiapas.
Fue entronizado por su padre a la edad de doce años, gobernó desde el año 615 hasta el 683, convirtiéndose así en uno de los gobernantes más longevos de la historia. Ascendió al poder después de que Palenque hubiera sufrido un período de adversidad. Durante las primeras décadas de su gobierno se vivió una época de paz y productividad. En el 659 inició una campaña militar que consolidó a Palenque como una de las ciudades más importantes de la región. El gobierno de Pakal se caracterizó por haber impulsado el crecimiento de la obra arquitectónica de Palenque y por haber iniciado los registros jeroglíficos de su historia dinástica.

## Nombre

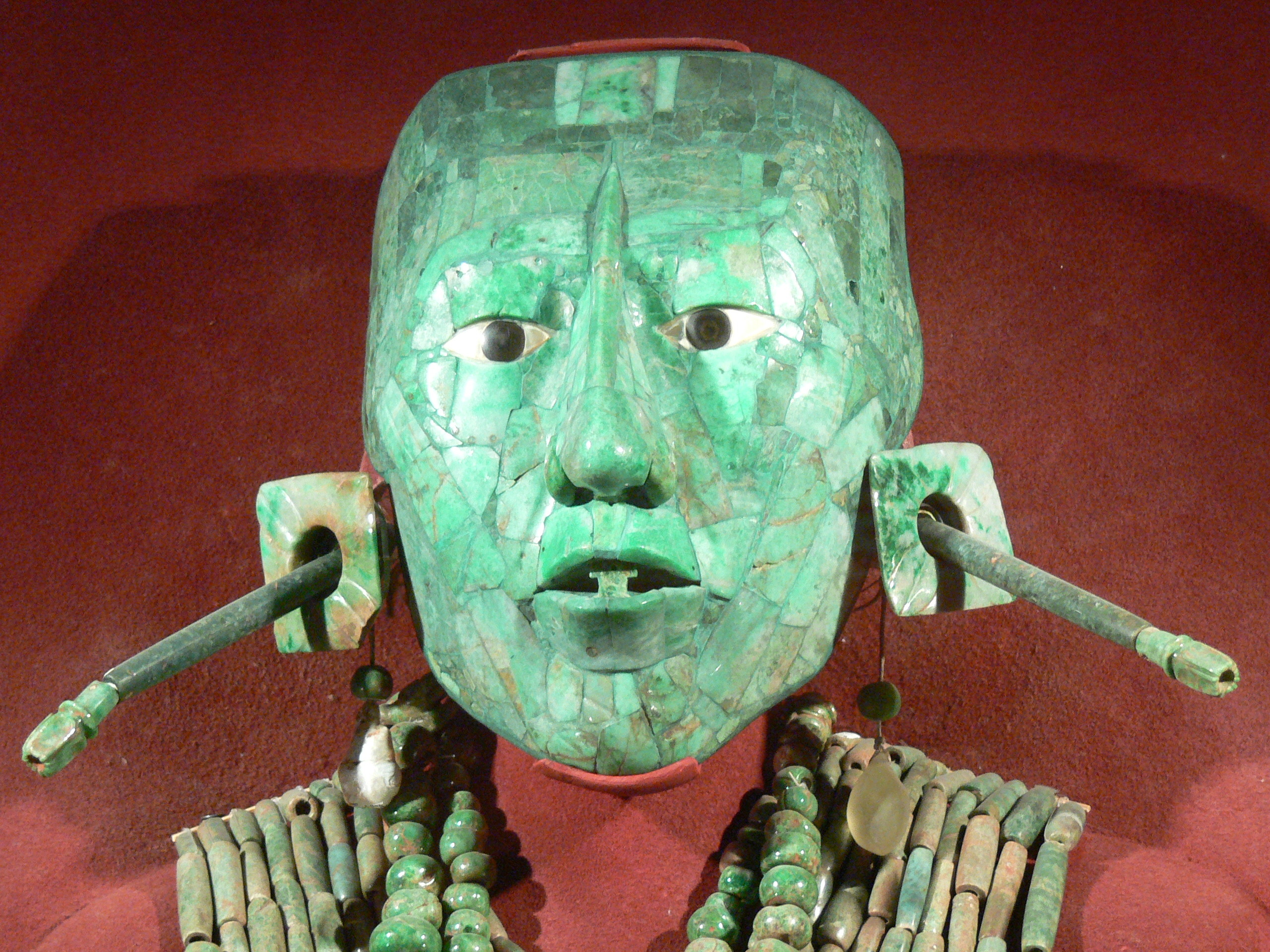
Máscara mortuoria de K'inich Janaab' Pakal elaborada con 340 teselas de jadeíta, albita y cosmocolor de varias tonalidades.

Cuando se descubrió su tumba se le llamó el Señor de la Pirámide. Antes de que existiesen los avances en el desciframiento de los jeroglíficos mayas se le refería simplemente como 8 Ahau u 8 Ajaw, pues sólo se habían identificado algunos de los glifos que corresponden a la fecha de su nacimiento.
Se le ha denominado Pakal II para distinguirlo de su abuelo materno, Janaab' Pakal, a quien algunos historiadores le asignan el número ordinal romano I. Sin embargo, a pesar de que el retrato de su abuelo se encuentra tallado en altorrelieve en la tumba del Templo de las Inscripciones y a pesar de que su abuelo ejerció un título secundario o un gobierno en el exilio paralelo al de Aj Ne' Ohl Mat, no existen evidencias de su entronización como ahau de Palenque. K'inich Janaab' Pakal I o Pakal I, pues fue realmente el primer gobernante que utilizó este nombre en Palenque. Existen dos gobernantes que años después también utilizaron el mismo nombre: Upakal K'inich Janaab' Pakal (K'inich Janaab' Pakal II) y Wak Kimi Janaab' Pakal (Janaab' Pakal III). Para evitar confundir a Pakal “el Grande” con su abuelo, algunos mayistas han optado por referir a este último como Pakal “el Viejo".
El término K'inich, que se utiliza como un título o prefijo para diversos gobernantes, hace alusión al dios del Sol, por ello se le traduce como Radiante o Solar. Por otra parte, el término Pakal se traduce como Escudo.  El nombre de este gobernante maya se ha traducido de forma incompleta como Radiante ? Escudo o Escudo Solar, o bien, de una forma más completa como Escudo Ave-Janaab’ de Rostro Solar.
Al respecto del nombre existe una controversia. Yuri Knórozov opinó que Pakal no puede ser un nombre propio, pues esta palabra la tradujo como el que lleva la bandera, es decir, un título militar, asimismo, indicó que en todo caso la pronunciación sería Ngakal, término que aparece en otras ciudades mayas. Realizó estas deducciones con base en los propios glifos del sarcófago, afirmando que el nombre del gobernante es mencionado al menos en dos ocasiones: el hijo de la Guacamaya Amarilla y del Jaguar, ambos linajes independientes de la nobleza maya.

## Semblanza biográfica

### Entronización y matrimonio

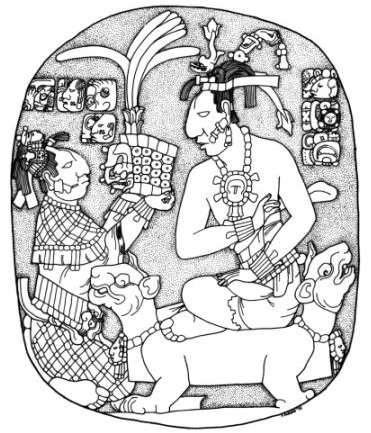
Representación iconográfica del tablero ovalado de la Casa “C” del Palacio de Palenque que muestra la entronización de K'inich Janaab' Pakal. Su madre, Sak K'uk', le entrega una diadema conformada por discos de jade, un sak hu'unal y plumas flamígeras.

De acuerdo a la cuenta larga del calendario maya nació el 9.8.9.13.0 8 ajau 13 pop, equivalente al 23 de marzo del año 603. Su padre fue K'an Mo' Hix, quien era cho'j ajaw, un noble de segundo rango cuyo linaje subordinado vivía posiblemente en una zona de la ciudad conocida actualmente como el Grupo Piedras Bolas. Su madre fue Sak K'uk, a quien se le considera hija de Janaab' Pakal y nieta de Yohl Ik'nal, por ende, perteneciente al núcleo dinástico del señorío de B'aakal.
El nacimiento de Pakal el Grande ocurrió durante una época de confrontaciones bélicas entre el señorío de B'aakal —que era gobernado por su tío abuelo Ajen Yohl Mat—  y el señorío de Kan —cuya sede principal era Calakmul—, que duraron más de una década.  El 4 de abril de 611, cuando Pakal tenía tan sólo 8 años de edad, el señor U K'ay Kan atacó Lakamha' (Palenque). Poco después, en un lapso de dieciséis meses, murieron su abuelo Janaab' Pakal y su tío abuelo, Ajen Yohl Mat. Estos hechos generaron una crisis dinástica en el señorío de B'aakal. Por una parte, Ik' Muuy Muwaan reclamó para sí su derecho al trono y se estableció en Tortuguero. Por otra parte, los padres de Pakal regresaron a Palenque para promover su entronización, probablemente pactando alianzas con los diferentes grupos de nobles y jefes de linajes, pues si bien Sak K'uk' pertenecía a la familia de gobernantes, la varonía (línea de sucesión patrilineal) se había roto. Tanto los dirigentes de Tortuguero, como los de Palenque, utilizaron el glifo emblema k'uhul B'aakal ajaw, que significa sagrado gobernante de B'aakal, reconociéndose a sí mismos como los legítimos descendientes del linaje del señorío. La rivalidad entre ambas facciones se hizo patente, años más tarde, mediante los diversos conflictos bélicos que sostuvieron estas dos ciudades.
El 9.9.2.4.8 5 lamat 1 mol, es decir, el 26 de julio de 615, Pakal fue entronizado por su madre. La escena se encuentra tallada en altorrelieve en el tablero ovalado de la Casa “C” del Palacio de Palenque: Sak K'uk hace entrega de las insignias de poder a su joven hijo, un tocado real utilizado por los gobernantes conformado por anillos de jade y una imagen de la deidad de la realeza maya Hu'unal, mientras que Pakal se encuentra sentado en un trono con doble cabeza de jaguar. Debido a que Pakal tan sólo contaba con doce años de edad, se considera que su madre fue la verdadera depositaria del poder dinástico durante varios años.
El 19 de marzo de 626, a la edad de veintitrés años, Pakal se casó con Tz'akbu Ajaw, hija de Yax Itzam Aatml, quien era el tuun ajaw de la localidad de Ux Te' K'uh (Tortuguero), un gobernante de segundo nivel. Tradicionalmente se ha sabido que el matrimonio tuvo tres hijos, dos de ellos fueron gobernantes de Palenque, K'inich Kan Balam II y K'an Joy Chitam II (Kan Hul); el tercero, Tiwol Chan Mat, fue padre del también gobernante K'inich Ahkal Mo' Naab III; sin embargo, las investigaciones del epigrafista Guillermo Bernal Romero, realizadas en el tablero de K'an Tok, señalan que hubo un hijo de nombre Wak-?-nal B'ahlam Ch'aaj Il Sib'ik ¿Kan? que nació después de Kan Balam y antes de Joy Chitam, y un quinto hijo cuyo sexo y nombre aún se desconoce.
El 24 de enero de 633 Pakal realizó los festejos del final del katún 9.10.0.0.0 1 ajau 8 kayab; este evento fue de bastante relevancia pues las celebraciones del final del katún anterior no se habían podido llevar a cabo por la derrota bélica sufrida ante Calakmul. La madre de Pakal, Sak Kuk', murió el 9 de septiembre de 640, y su padre, K'an Mo' Hix, murió el 29 de diciembre de 642. Desde la entronización de Pakal en 615 hasta el año 644, Palenque vivió una época de paz que ayudó al crecimiento poblacional. Durante este período de casi treinta años se impulsó la actividad productiva y la reactivación de ceremonias públicas, de esta forma se consolidó la confianza del pueblo en la dinastía gobernante.

### Actividades militares

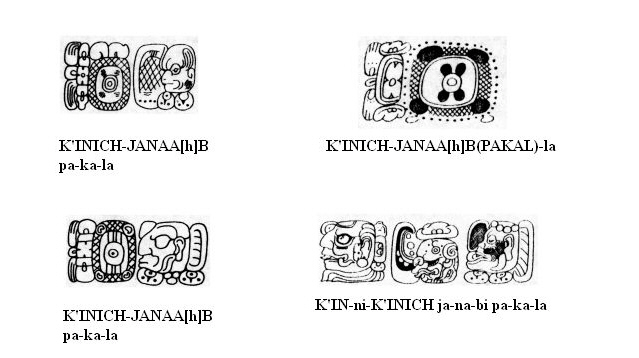
Variantes de glifos que significan el nombre de K'inich Janaab' Pakal.

El 6 de febrero de 644, después de morir Ik' Muuy Muwaan I, B'ahlam Ajaw fue entronizado en Tortuguero. Este nuevo gobernante inició una política de guerra en contra de Lakamha' (Palenque) y de sus ciudades aliadas. El 1 de junio de 644 realizó el primer ataque contra Ux Te' K'uh —lugar de donde era originaria Tz'akbu Ajaw— sin lograr someter al gobernante local. El 25 de julio de 649 atacó al señorío de Moyoop (cuya ubicación no se ha identificado). En noviembre capturó Usiij y en diciembre atacó Comalcalco, ambas plazas aliadas al régimen de Pakal; de esta forma el dominio palencano se debilitó en el occidente. No obstante, las celebraciones del final del katún 9.11.0.0.0 12 ajau 1 ceh (11 de junio de 652) se llevaron a cabo. El 10 de septiembre de 655, se registró un segundo ataque contra Ux Te' K'uh, el cual provocó la salida de algunos habitantes que se trasladaron a Palenque. Sin embargo, el asedio que realizó Tortuguero no logró desestabilizar al gobierno de Pakal. 
En contraste, Pakal tomó una ofensiva militar en el verano del 659, dirigió a su ejército hacia el oriente cruzando los señoríos de Pomoná y  Yo’ki’b (Piedras Negras) hasta llegar a la zona arqueológica de Santa Elena, sede del señorío de Wak'aab'-ha'. En esta campaña capturó a Nu'n U Jol Chaak, gobernante de Santa Elena, a Sakjaal Itzamnaaj y Ahiin Chan Ahk, ambos dignatarios de Pomoná, así como a los gobernantes locales de las poblaciones de K'in-ha', Yaxkab' y B'atuun. Se desconoce el motivo que tuvo Pakal para iniciar esta incursión militar, aunque es probable que haya sido una acción preventiva contra un eventual ataque coordinado por estas ciudades orquestado por Calakmul. Aunque no se logró el control total de la zona, se impusieron algunos tributos a los señoríos derrotados. Es posible también que se tratase de una venganza, ya que Santa Elena fue una fuente de constante conflicto entre Calakmul y Palenque que había tenido su origen cuarenta años antes y en el que había participado su abuelo materno; en esta ocasión, Pakal impuso a un nuevo gobernante leal a su política.
De acuerdo a los registros descifrados, a partir del año 672 Palenque sostuvo guerras contra los gobernantes de Oriente y Occidente; aún no se sabe cuáles fueron los contendientes, pero quedó asentado que durante estas confrontaciones fue humillada B'olon Chan, “la familia de las dieciséis familias del gobernante de los innumerables sucesores”. La balanza del resultado de estas confrontaciones se inclinó a favor de Palenque en el año 675 cuando fue capturado un dignatario de nombre Sak-jal? K'in?, a quien se le sacrificó el 17 de octubre para satisfacer al dios Ich Cham Ajaw.

### Obras arquitectónicas y registros históricos

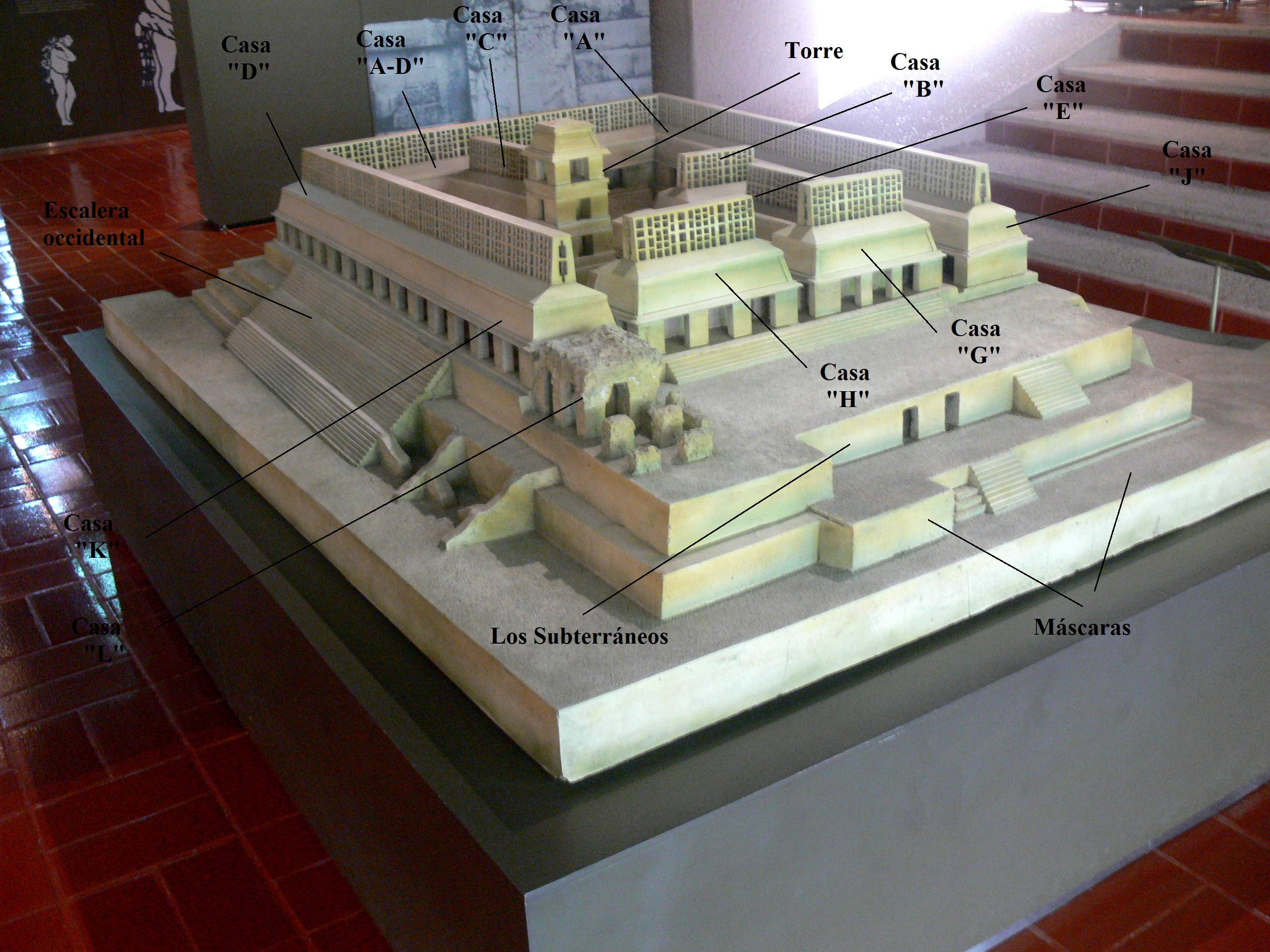
Maqueta que representa al Palacio de Palenque reconstruido en el Museo del Sitio “Alberto Ruz Lhuillier”.

Durante el gobierno de Pakal la arquitectura y el arte en general fueron impulsados notablemente. La primera obra monumental que mandó construir Pakal fue el Templo del Olvidado. A pesar de haber sufrido los primeros ataques de B'ahlam Ajaw, en el año 652, se inició la ampliación y remodelación del Palacio, sobre el cual se construyeron las casas: “E”, “C”, “A” y “B”; dos años más tarde se inauguró el área de Los Subterráneos, la galería occidental de la Casa “E”, y varios tableros (losas de piedra) en donde se registraron los acontecimientos históricos de Palenque, incluido el tablero oval en donde se muestra su entronización. En el 659, después de las victorias militares de su campaña en oriente, se inauguró la Casa “C” del Palacio, al que los mayas conocían como U Naah Chan, cuyo significado es La Casa del Cielo y que estaba dedicada a cuatro deidades de la guerra.
A pesar de que la escritura maya tuvo su origen en una época anterior a la del gobierno de Pakal, se ha determinado que todas las inscripciones jeroglíficas que se encuentran en los edificios y tableros de Palenque comenzaron a realizarse bajo sus órdenes. Pakal se esforzó por dejar registros de la historia dinástica de su señorío así como de los acontecimientos más importantes de su gobierno: celebraciones religiosas, eventos de la familia real y triunfos militares. Las inscripciones también fueron acompañadas de representaciones iconográficas, ejemplos de ellas son la de su entronización en el tablero oval o la de la captura de prisioneros de guerra en el basamento occidental de la casa “C”.
Los mayas festejaban cada final de katún o período de veinte años, en el verano del año 672 se celebró el final del katún 9.12.0.0.0 10 ajau 8 yaxkin, que se dedicó a Ich Cham Ajaw (Señor del Rostro de la Muerte). A partir de ese año se registró una época de hambrunas, mortandad (chamal haab') y guerra. Su esposa, Tz'akbu Ajaw, murió en noviembre del mismo año, muy probablemente fue sepultada en el Templo XIII, en donde se descubrió la osamenta de la llamada Reina Roja, con la que se le identifica. Años más tarde se comenzó la construcción de La Casa de las Nueve Lanzas Afiladas, o Templo de las Inscripciones como se le conocía antes de ser descifrado el glifo de su nombre,  ya que ahí se tallaron en varios pasajes los jeroglíficos que narran la historia dinástica de Palenque. Este edificio fue el mausoleo de Pakal; la obra negra se concluyó en el 680. La última celebración que llevó a cabo Pakal fue el 7 de mayo de 682, durante el final del laju'ntuun 9.12.10.0.0 9 ajau 18 zotz. Murió el 9.12.11.5.18 6  etz'nab 11 yax, es decir, el 28 de agosto de 683, y su hijo, K'inich Kan Balam II, fue el encargado de efectuar los funerales, registrar el evento y cerrar su cámara funeraria, a la que llamó la B'olon Eht Naah o Casa de los Nueve Acompañantes.

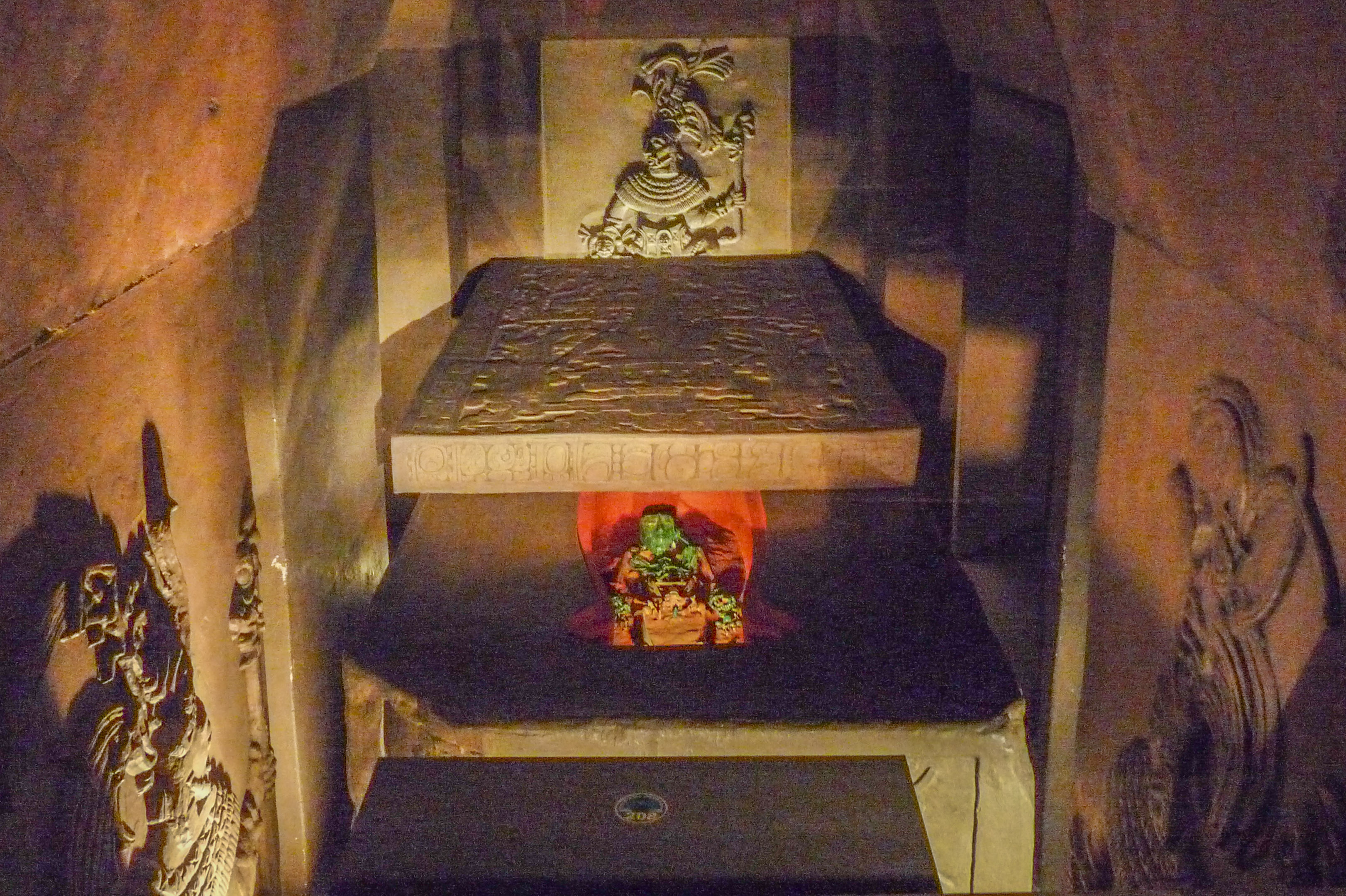
Reproducción de la cámara funeraria y sarcófago de K'inich Janaab' Pakal.

Pasaron más de mil doscientos años para que fuera descubierta la tumba de Pakal. En 1949, el arqueólogo Alberto Ruz Lhuillier encontró en una losa de la parte superior del Templo de las Inscripciones doce agujeros en forma simétrica que parecían haber sido hechos para soportar el trono del gobernante. Al percatarse que había un espacio hueco bajo dicha losa, comenzó a escarbar y encontró los escalones de la escalera interna de la pirámide, cuyo paso estaba totalmente obstruido. El domingo 15 de junio de 1952, tras haber retirado toneladas de piedra y escombro, el equipo de arqueólogos logró penetrar a la cámara mortuoria de 7.00 m de largo por 3.73 m de ancho, la cual estaba cubierta de estalagmitas y estalactitas. Ruz Lhuillier pensó que la lápida de la tumba era una especie de altar, pues encontró seis esqueletos, cinco masculinos y uno femenino, que creyó habían sido sacrificados como ofrenda.
La lápida principal —tallada en altorrelieve y de siete toneladas de peso— fue levantada con la ayuda de gatos hidráulicos y al fondo del interior del sarcófago fue hallada una lápida secundaria con forma de pez o de útero. Finalmente, al ser abierta esta segunda lápida, se descubrió la osamenta de Pakal, la cual estaba cubierta de cinabrio y rodeada de múltiples teselas y cuentas de jade. El 27 de noviembre de 1952, Ruz Lhuillier emitió el anuncio público de este descubrimiento. El hallazgo fue de gran relevancia, pues hasta entonces se desconocía que las pirámides mesoamericanas hubiesen sido utilizadas como mausoleos, tal y como lo acostumbraban hacer los egipcios. Al sitio acudieron los antropólogos Eusebio Dávalos Hurtado y Arturo Romano Pacheco para documentar e iniciar los primeros estudios de la osamenta. Poco después, Carlos Pellicer Cámara, quien entonces dirigía el Museo Regional de Tabasco, se sumó al grupo de trabajo multidisciplinario.

## Cámara funeraria y sarcófago

Representación iconográfica de la vista superior de la lápida del sarcófago de K'inich Janaab' Pakal.

En la cosmovisión maya se describen tres niveles: el superior o celeste (conformado por trece cielos), el intermedio o terrestre y el subterráneo o inframundo llamado Xibalbá (conformado por nueve estratos). En la cámara funeraria, y especialmente en la lápida del sarcófago de Pakal, se representa una síntesis simbólica de la visión cósmica y existencial de los mayas. Desde el sarcófago hasta el nivel superior del Templo de las Inscripciones, se encontró a lo largo de la escalera un psicoducto, o tubo hueco, con forma de serpiente que fue colocado para que Pakal se pudiera comunicar desde el inframundo. Los seis cadáveres encontrados tenían incrustaciones en los dientes y una deformación tabular oblicua en sus cráneos, por lo que se determinó que pertenecían a la clase noble y que habían sido sacrificados para servir como acompañantes del ahau en su viaje al inframundo. 
En las paredes de la cámara funeraria, cuyo techo está terminado en bóveda, se encuentran representados en relieve nueve personajes identificados como los Nueve Señores de la Noche o Bolontiku, quienes eran una especie de sacerdotes que deberían guiar a Pakal en su viaje por el mundo de los muertos. En el perímetro exterior del sarcófago se tallaron en altorrelieve las figuras de algunos de los antiguos gobernantes de Palenque y ancestros de Pakal. Los mayas creían que sus gobernantes eran seres con poderes sobrenaturales e intermediarios entre los dioses y la gente común. En la lápida principal se representa el momento en que Pakal inicia su viaje hacia el inframundo en donde deberá derrotar a los señores de la muerte para posteriormente renacer como dios del maíz y subir hasta el plano divino.
La lápida es monolítica con medidas aproximadas de 3.80 m de longitud,  2.20 m de ancho y 0.25 m de espesor. En sus cantos se encuentran tallados jeroglíficos mayas que narran la biografía de Pakal. En su cara principal se representa al gobernante como un hombre joven y axis mundi, con la postura de un recién nacido que parece emerger de las fauces del Sak B'aak Naah Chapaat o Primer Ciempiés de los Huesos Blancos quien tiene su mandíbula descarnada y en la parte superior del mascarón un recipiente utilizado en los sacrificios de sangre.
Sobre el cuerpo de Pakal se levanta un árbol en forma de cruz que divide los 4 rumbos del cosmos. Una serpiente bicéfala cuyo cuerpo asemeja una letra omega cruza los brazos del árbol. De la mandíbula de la cabeza izquierda emerge el dios K'awiil y de la  de la cabeza derecha el dios Hu'unal, ambos aparentan acompañar a Pakal a trascender los diferentes planos del cosmos.  En la cima del árbol se encuentra el dios supremo de los mayas, Itzamnaaj K'inich Ajaw, representado como un quetzal en la posición del cénit. A la izquierda y derecha se representa al dios Ceh, deidad de la sacralidad maya. Alrededor del árbol se ven representaciones de cuentas de jade, conchas y símbolos de sangre.  
En el marco perimetral de la lápida se encuentra una banda con los símbolos astronómicos de Venus, Marte, la Luna y el Sol. En la esquina superior izquierda se encuentra el signo kin, que representa al día, y en la esquina superior derecha el signo akbal que corresponde a la noche u oscuridad. Tanto en la parte superior como en la inferior se aprecian varios personajes que parecen estar hablando o rezando; los nahb'atow-ilob, nobles cercanos a Pakal que lo ayudaban durante sus autosacrificios de sangre. La banda perimetral representa en su totalidad al cuerpo de la serpiente o dragón bicéfalo en su advocación de Itzamnaaj o la Casa del Lagarto, lugar al que debería llegar Pakal.

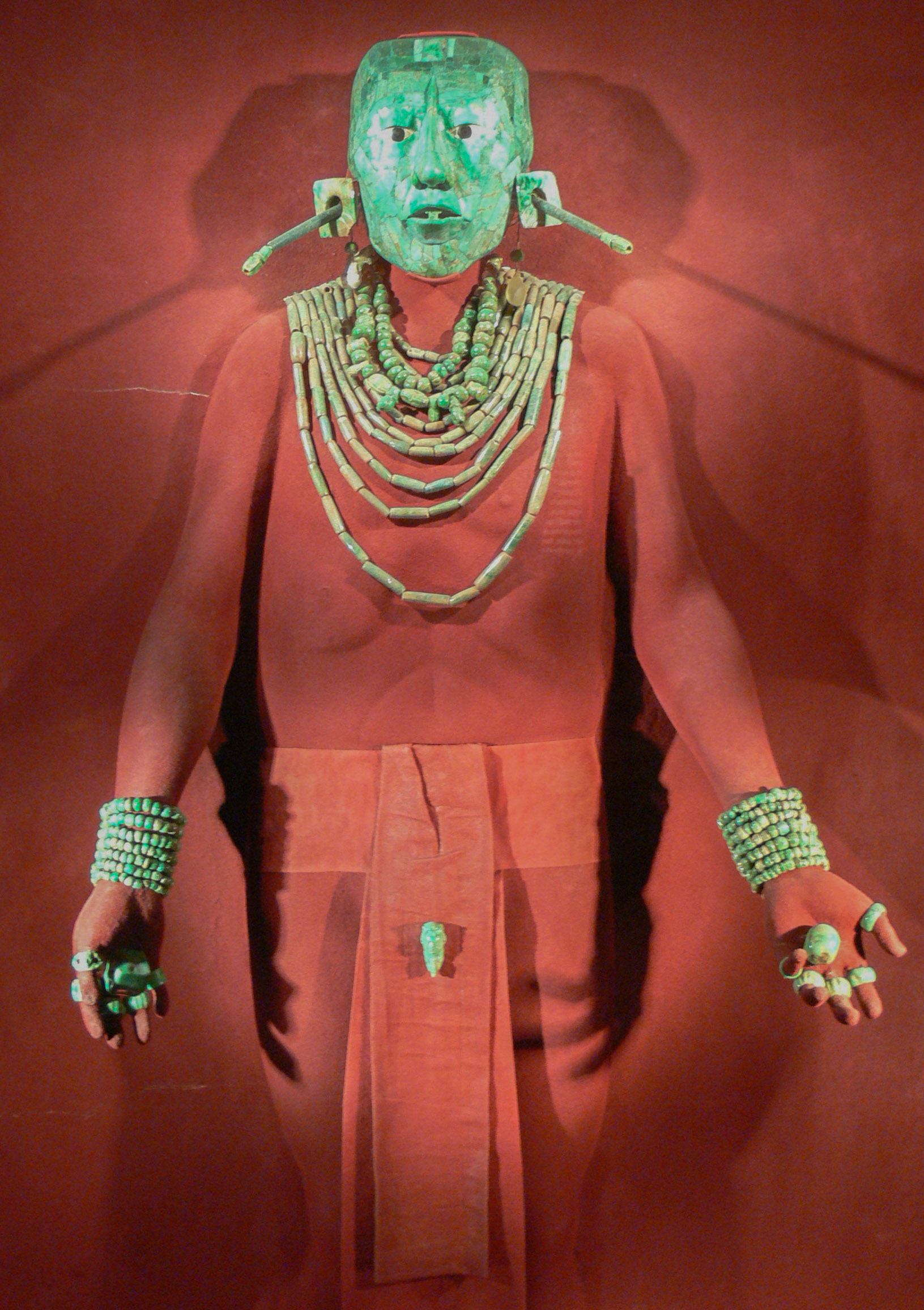
Ajuar funerario de K'inich Janaab' Pakal con máscara, collares, pulseras y anillos.

Bajo la lápida principal y junto a la entrada del psicoducto, que en este sitio remata con la figura de una cabeza de serpiente, se encontraron dos esculturas realizadas en estuco que representan a Pakal.  La primera de ellas muestra a un Pakal adolescente con los labios más delgados, posiblemente a la edad de doce años, cuando fue entronizado. La segunda cabeza representa a un Pakal como hombre maduro, con una edad aproximada de treinta años; su tocado evoca al dios del maíz. En ambas esculturas se puede apreciar la deformación tabular oblicua extrema de su cráneo, cuyo perfil evoca a una mazorca de maíz. Los mayas practicaban esta deformación craneal con los miembros de la nobleza, mediante la ayuda de prensas de madera se ejercía presión en la cabeza a los niños desde muy temprana edad.
El esqueleto de Pakal estaba cubierto de cinabrio cuyo color rojo los mayas identificaban con el oriente, lugar por donde resucita el sol cada mañana, de esta forma se alude a la inmortalidad. El ajuar funerario de Pakal lo reitera como dios del maíz, árbol del mundo y centro del universo. En sus manos y junto a sus pies se encontraron cuatro cuentas de jade que simbolizan los cuatro rumbos. El centro fue indicado por una figurilla de jade que representa al dios del maíz cocodrilo colocada sobre la región pélvica de la osamenta. Otra figurilla que representa al dios Pax fue encontrada junto a su pie izquierdo.
Sobre su frente se colocó una diadema con discos de jade, similar a la que le entregó su madre durante su entronización; en el centro de la misma se colocaba un sak hu'unal, una joya que representa al dios Hu'unal, que a su vez tiene un trifolio de maíz sobre su cabeza y que se distingue por su nariz larga. La máscara mortuoria de Pakal ha sido reconstruida en tres ocasiones, en 1952, en 1954 y en 2001-2002. Fue elaborada con trescientas cuarenta piezas de jade de varias tonalidades: cosmocolor (NaCrSi2O6), jadeíta (NaAlSi2O6) y albita (NaAlSi3O8). Estos materiales no existen en la zona de Palenque, por lo que se cree que fueron traídos de Guatemala y algunas de las conchas del océano Pacífico. El pulido áspero que se observa en las teselas reduce su brillo, lo cual parece haber sido hecho a propósito para dar un aspecto de muerto a la máscara. Los ojos muestran un acentuado estrabismo. La nobleza maya se distinguía por su extremo canon de belleza que incluía además de la deformación craneal, el limado e incrustación de piedras de colores en los dientes y estrabismo, provocado atando al cabello de los niños un cordón con una bolita de resina cayendo sobre el entrecejo, lo que los obligaba a torcer la vista hasta volverse bizcos.
El distintivo que le da el rango de ahau se observa en la parte superior central de la frente: se trata de un trifolio conformado por tres teselas de jade verde claro que evocan a K'wawiil. Las otras deidades de la tríada, Chaahk y Yoopat se encuentran presentes en los glifos del reverso de la orejeras, talladas como forma de flores simbólicas. La nariz aguileña cuenta con la aplicación que utilizaban los nobles mayas para continuar su línea hasta la frente. La boca de la máscara se ve entreabierta, en la parte central de los labios se aprecia una pieza de jade que indica la presencia de aliento mediante el símbolo del viento ik. Asimismo, las orejeras estaban relacionadas con el aliento y con la deidad del viento. Las cuentas tubulares que emergen de las orejeras se interpretan como el pistilo de la flor vertiendo humedad.
En cada uno de los dedos de sus manos tenía un anillo de jade. El cinturón ceremonial contenía dos pequeñas máscaras, ambas representan al dios Itzamnaaj. La primera de ellas en su advocación de sabiduría y experiencia como un hombre viejo, y la segunda de ellas en su advocación de juventud y fuerza como un hombre joven. Ambas tienen un pop o petate con tres hachuelas. El ajuar se complementa con un pectoral de nueve hilos, un collar de tres hilos, dos brazaletes de ocho hilos y dos portamechones que servían para separar su cabello.

## Pareidolia

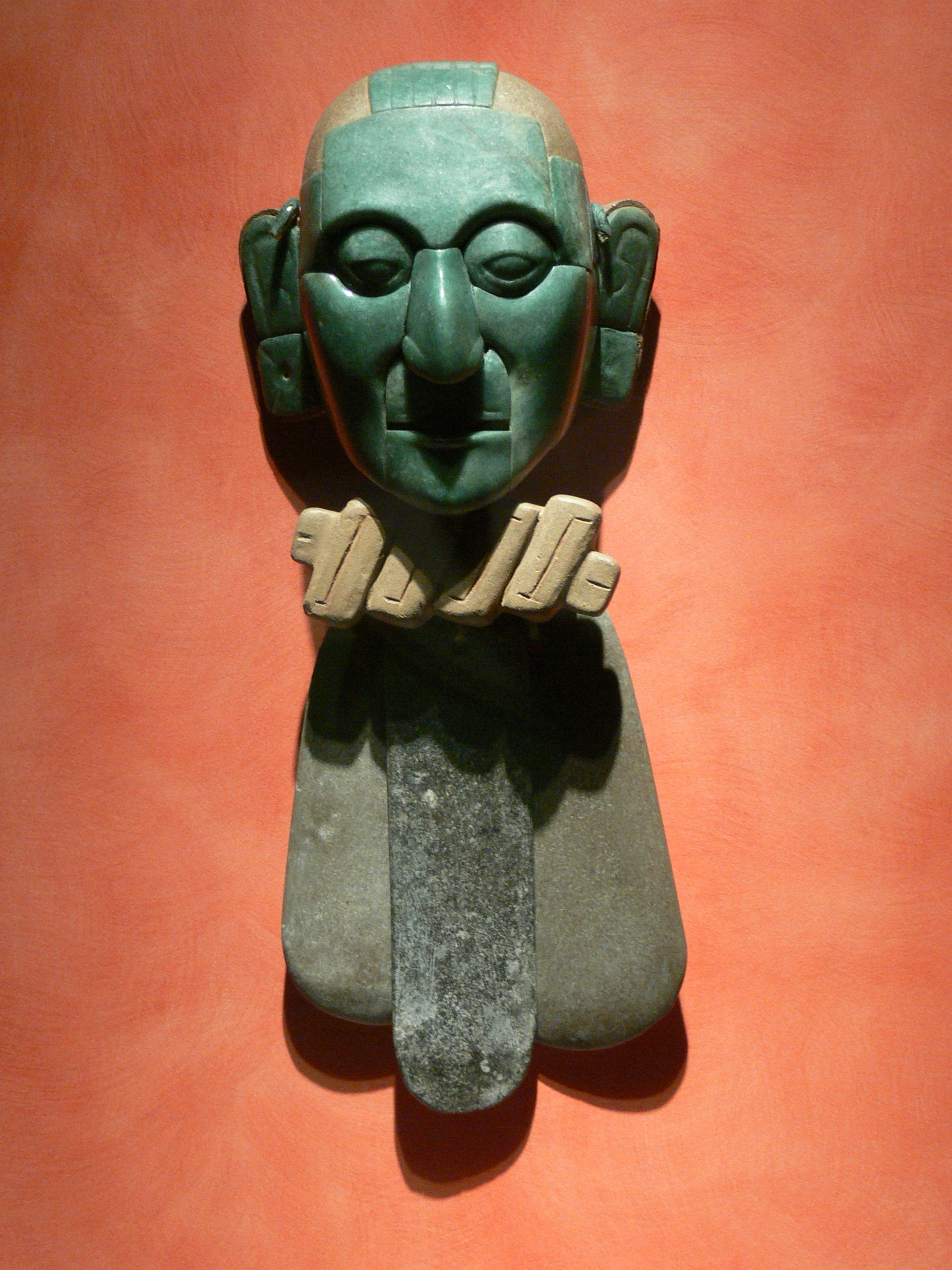
Pequeña máscara del cinturón ceremonial del ajuar funerario de K'inich Janaab' Pakal que representa al dios D, Itzamnaaj, en su advocación de sabiduría y experiencia.

Durante muchos años, algunos pseudocientíficos han querido ver en la inscripción del sarcófago a un hombre en una nave espacial con palancas, volantes y engranajes. Estas versiones, en descrédito desde el principio, se han popularizado, pero son absolutamente carentes de rigor científico, histórico e iconográfico.
Se supone que Pakal pilota una nave. Sus manos parecen accionar palancas. Sus pies, que se encuentran en actitud dinámica, parecen accionar alguna clase de pedales. Su cabeza parece estar descansando en un soporte y junto a su nariz parece tener un micrófono o dispositivo para respirar. Su vista está atenta a la supuesta proa de la nave y en la parte inferior del mascarón parece salir un chorro de llamas que corresponde a la propulsión de un cohete. El novelista y ufólogo soviético Alexander Kazantsev fue el primero en suponer esta pareidolia, a quien después se unieron el suizo Erich von Däniken con su libro Recuerdos del futuro, y el estadounidense Charles Berlitz. Estas teorías pseudocientíficas fueron propagadas mediante la película documental La nave de los dioses (Chariots of the Gods?), que se exhibió en la década de 1970, y, 40 años más tarde, fueron mencionadas en la serie de televisión Ancient Aliens.

## Controversia de su edad
La escuela mayista estadounidense, la cual era la más avanzada en el área de epigrafía, aceptó sin cuestionamientos la historia contada en estelas y tableros mayas. De esta forma se ha establecido que Pakal “el Grande” murió a la edad de ochenta años, sin embargo, cuando el doctor Arturo Romano Pacheco analizó la osamenta de este gobernante, en la década de 1950, concluyó que esta correspondía a un hombre cuya edad biológica era de cuarenta a cincuenta años al momento de su muerte. A finales de la década de 1970, el reporte extendido de los estudios de la osamenta indicó que la estatura estimada de Pakal era de 1.65 m, careciendo de patologías esqueléticas visibles y correspondiente a la de un adulto masculino en su quinta década de vida. Sin embargo, Linda Schele, Floyd Lounsbury y Peter Mathews opinaron que las conclusiones de Romano eran equivocadas. La historiadora Mercedes de la Garza ha opinado que los mayas —tal y como ya antes lo había señalado Linda Schele— cambiaron algunas fechas de nacimiento y muerte de sus gobernantes para hacerlas coincidir con fechas mitológicas o astronómicas.
Mediante nuevas técnicas de histología, que toman a consideración los cambios morfoanatómicos de la sínfisis del pubis, la superficie auricular del ilíaco, el extremo esternal de las costillas, la superficie oclusal de los dientes y el tejido trabecular de las epífisis de los huesos largos, se reexaminaron nuevamente los huesos de Pakal en 1999. En 2003, el grupo de investigadores internacionales, que coordinó la doctora Vera Tiesler de la Universidad Autónoma de Yucatán, concluyó que había muerto a una edad avanzada, que había sufrido osteoporosis y artritis y que su edad era superior a los cincuenta y cinco años, compatible con los estudios de los epigrafistas, es decir, ochenta años, aunque no todos los que participaron están de acuerdo en confirmar dicha edad.

## Galería

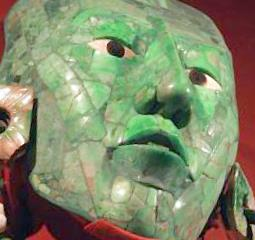
Máscara mortuoria de jade del ahau Pakal “el Grande” en el Museo Nacional de Antropología en la Ciudad de México.
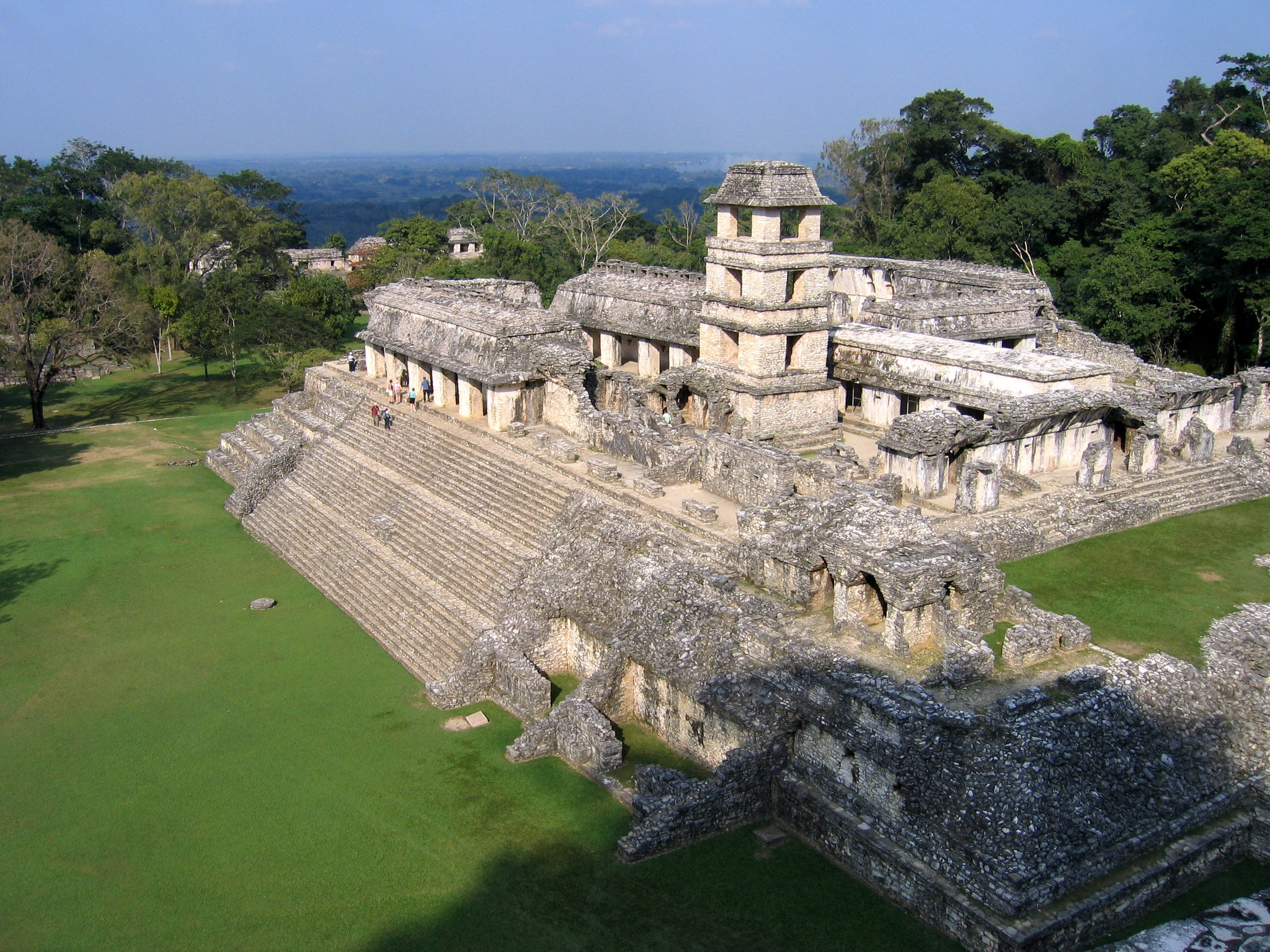
El Palacio de Palenque.
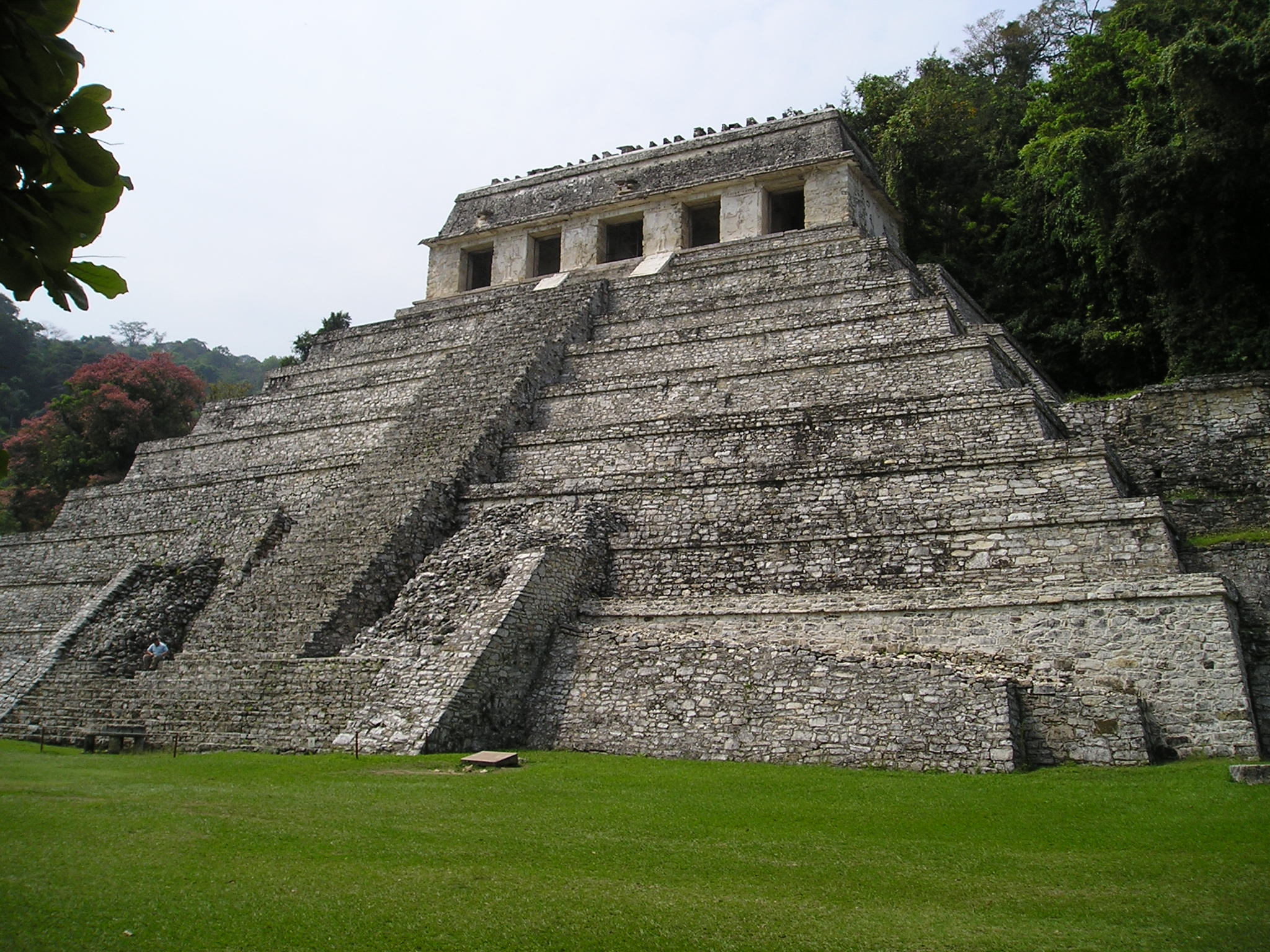
Templo de las Inscripciones.
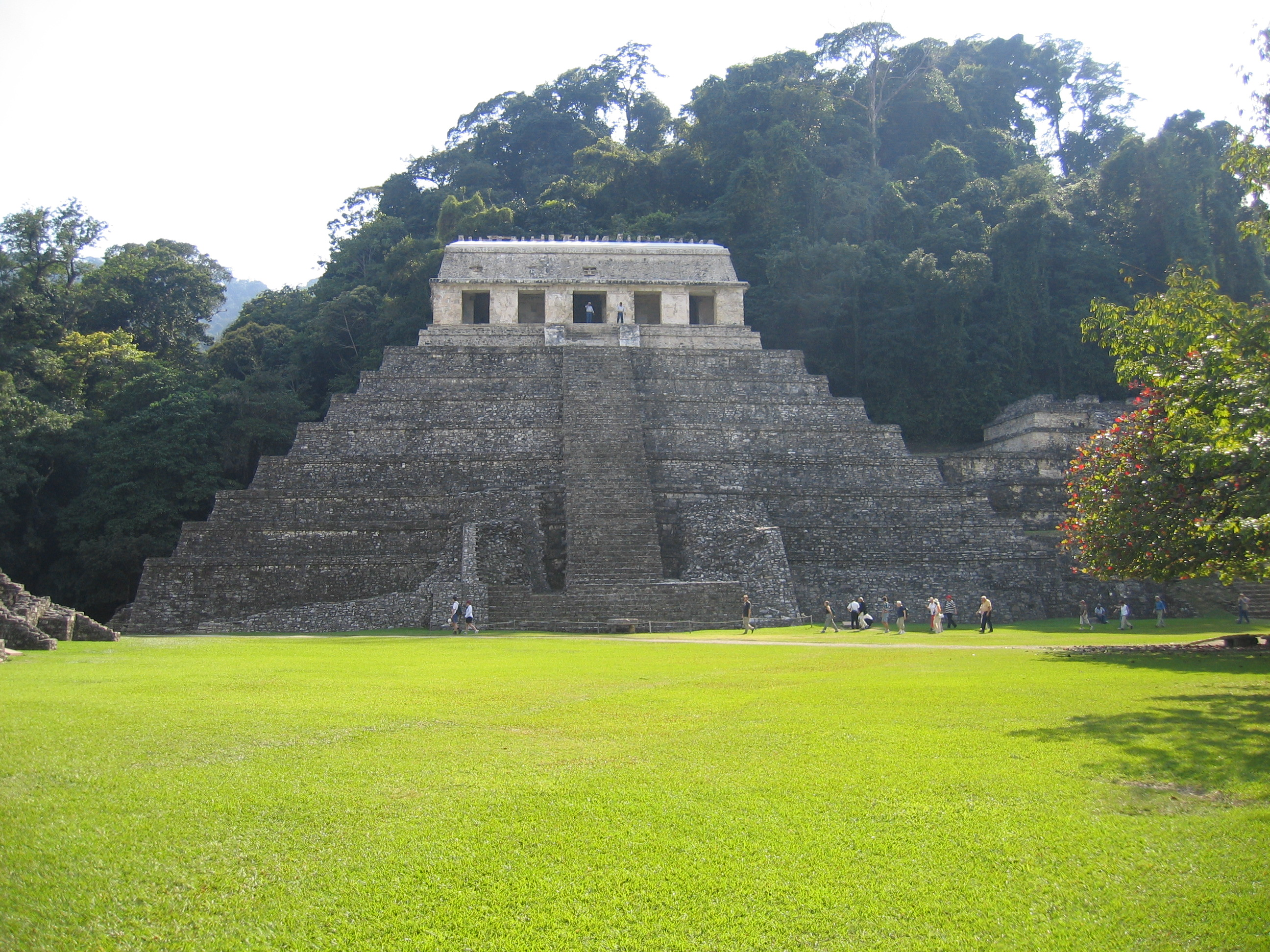
Templo de las Inscripciones.
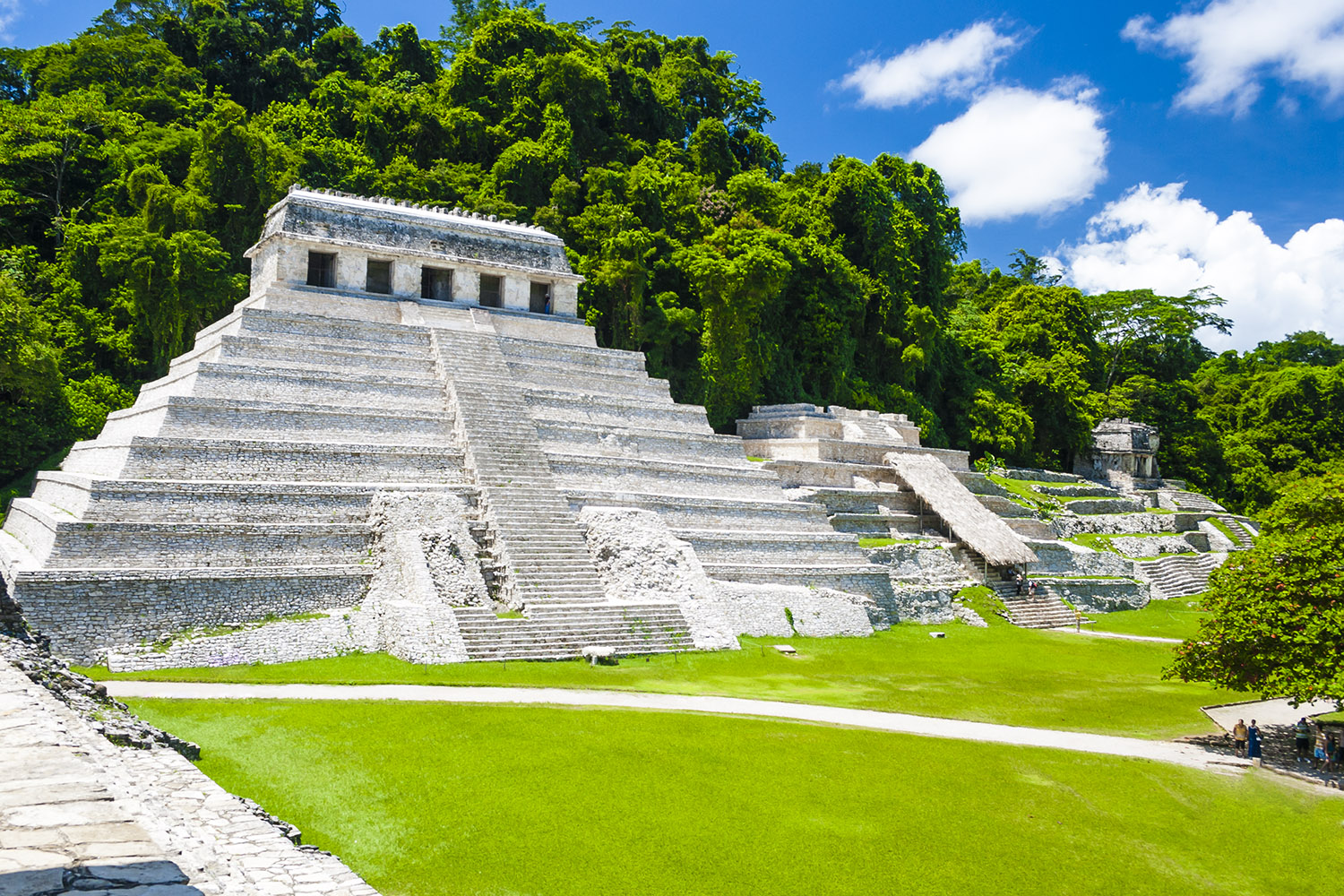
Templo de las Inscripciones, a su derecha el Templo XIII o de la Reina Roja.